# Rupert Allan Willis
Rupert Allan Willis (Yarram, 24 dicembre 1898 – Birkenhead, 26 marzo 1980) è stato un patologo australiano.

## Biografia
Lavorò presso l'Alfred Hospital di Melbourne per due anni, prima di spostarsi in Tasmania. Tornato in Australia, conseguì la laurea in medicina nel 1929 presso l'Università di Melbourne.
Nel 1935 vinse il David Syme Research Prize per la sua monografia sulle neoplasie The Spread of Tumours in the Human Body. Insegnò e lavorò spostandosi dall'Australia all'Inghilterra, fino a diventare nel 1950 professore presso l'Università di Leeds e primario di patologia presso il Royal Cancer Hospital di Fulham.
Nel 1955, a causa di problemi di salute, andò in pensione anticipata e si ritirò a Nancledra, in Cornovaglia, allestendo presso casa propria un laboratorio privato.

## Attività scientifica
Durante la sua vita si dedicò allo studio del trapianto dei tessuti, agli effetti del tabagismo sulla salute, alle neoplasie.
Questa è la sua definizione di neoplasia:
(Rupert Allan Willis, The Spread of Tumours in the Human Body)
La definizione è tuttavia criticata, in quanto non tutte le neoplasie sono progressive, come nel caso dei nevi.